# Teoman Alibegović
Teoman Alibegovic (Zenica, antigua Yugoslavia, 11 de enero de 1967) es un exjugador, entrenador y dirigente deportivo esloveno de baloncesto. Es el padre del  también jugador de baloncesto Amar Alibegović.
Con 2,05 metros de altura ocupaba la posición de ala-pívot y llegó a ser internacional absoluto primero con la selección de Yugoslavia y posteriormente con la de Eslovenia.